# Békéscsabai Jókai Színház

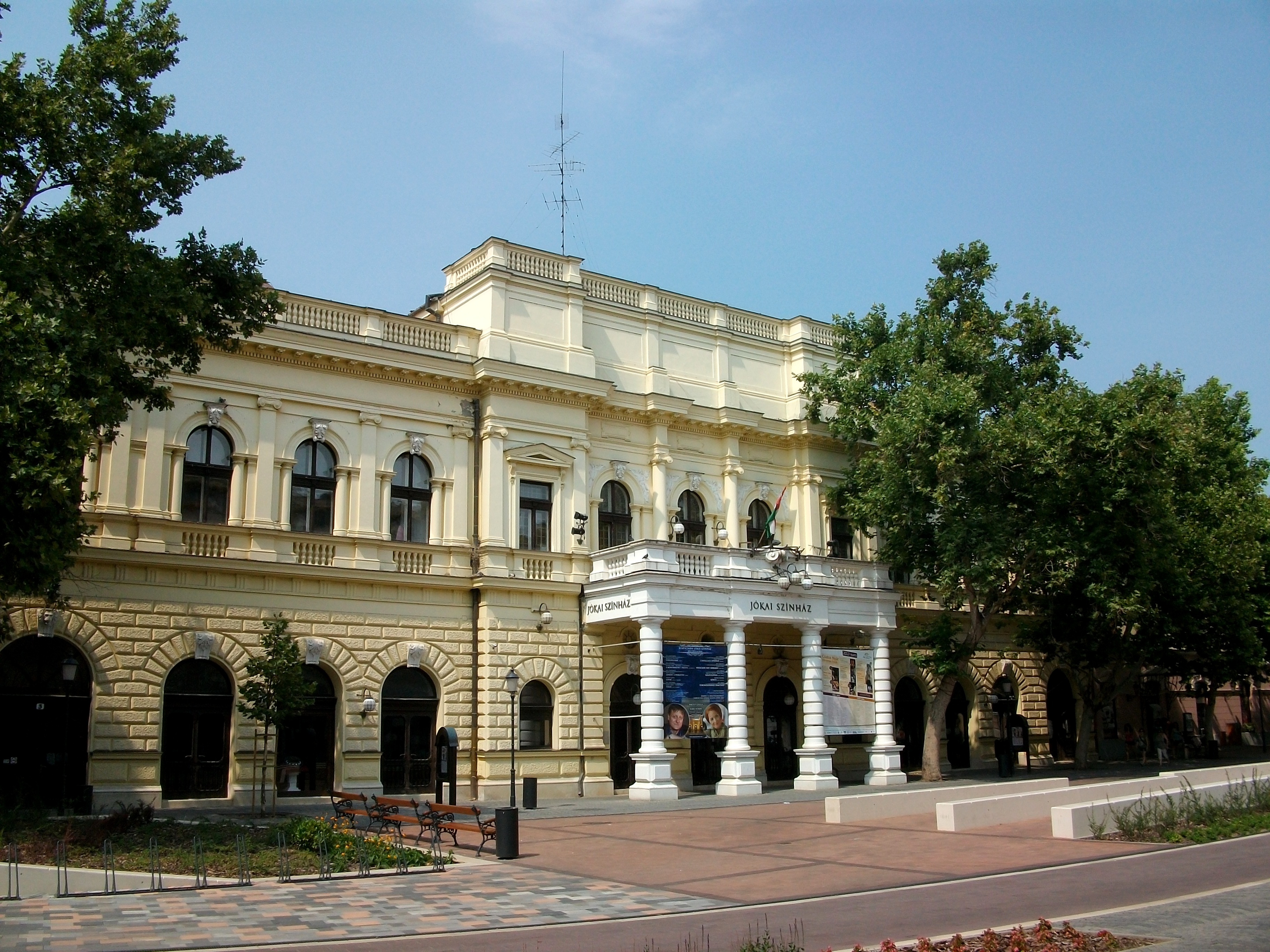
A színház homlokzata

A Békéscsabai Jókai Színház (1954–2011 között Békés Megyei Jókai Színház) Békéscsaba Megyei Jogú Város Önkormányzata tulajdonában lévő színház Békéscsabán, amely 1879. március 8-án nyitotta meg kapuit, ezzel az Alföld első állandó kőszínháza lett. Napjainkban is jó hírű színház Magyarországon.

## Története
Békéscsabán 1840 óta rendeznek színielőadásokat, kezdetben vándortársulatok léptek fel itt, a község erre alkalmas termeiben. A mai állandó színházépületet – amit akkor „Vigardának”, vagy „Vigadónak” neveztek – közadakozásból építtették a csabaiak, Halmay Andor építész tervei alapján Sztraka Ernő városi mérnök irányításával. Az akkori színházterem összesen 600 férőhelyes volt, az állóhelyeket is beleértve. A színházépület megnyitójára 1879. március 8-án került sor.
Azonban a hely szűknek bizonyult, a megnövekedett igényeket nem elégítette ki, ezért 1912 őszén Spiegel Frigyes és Englerth Károly építészek tervei szerint, Wagner József vezetésével átalakították, korszerűsítették. Az ünnepélyes megnyitó 1913. november 8-án zajlott. Az új terem 630 férőhelyesre bővült, ruhatárakat, büfét és nemdohányzó részt alakítottak ki. Kibővítették a színpadot, zsinórpadlást, süllyesztőt szereltek be, valamint korszerűsítették a világítást és bevezették a gázfűtést.
A színház épületében lévő Vigadó a város kulturális életében kiemelkedő szerepet töltött be, előadóesteket, koncerteket, bálokat és estélyeket tartottak a csodálatos helyiségben, ahol aranyozott velencei metszett tükrök, és intarziás parketta kápráztatta el a közönséget. A második világháborút úgy-ahogy szerencsésen átvészelve 1953-ban pecsételődött meg a Vigadó sorsa. A lebontásra ítélt Apolló mozit helyezték ideiglenesen ide, de az épületre nem vigyáztak, így az két év alatt teljesen tönkrement. A mozi után ismét a színházé lett a terem, előbb festőműhelynek, majd később próbateremnek használták. 1994-ben szinte a színház egészét érintő felújítás történt, melynek során a Vigadó is megújult és ismét eredeti pompájában várja a közönséget. A színházterem jelenleg 420 fő befogadására képes.
A színházban és amellett működő Színitanházban (Fiatal Színházművészeti Szakközépiskola) érettségi utáni színész, színpadi táncos, díszlet és jelmeztervező, színháztechnikus képzés zajlik.

## Játszóhelyek
- Nagyszínpad
- Sík Ferenc Kamaraszínház
- Intimtér (A régi színházi klub helyisége)

## Társulat
A színháznak 1954-ig nem volt állandó társulata, az akkoriban működő magántársulatok szerződtek a várossal egy vagy két évadra, így a szereplőgárdák és a vezetők állandóan váltották egymást. Ezután az akkori Népművelési Minisztérium békéscsabai székhellyel, Békés Megyei Jókai Színház elnevezéssel színházat létesített. 2012. január 1-je óta a színház átkerült Békéscsaba Megyei Jogú Városhoz, így neve is Békéscsabai Jókai Színház lett.
Az idők során számos híresség, például: Barbinek Péter,Berki Antal,Barsy Géza, Buss Gyula, Dariday Róbert, Demeter Hedvig,Dénes Piroska,Csomós Lajos,Csudai Csaba ,Faragó András, Nagy Mari, Feke Pál, Fésűs Nelly, Fink Forgács Kálmán,Forgács Gábor, Fodor Zsóka, Gáspár Tibor, Kádár Flóra, Teremi Trixi,Tyll Attila,Tihanyi-Tóth Csaba, Karinthy Márton, Kóti Árpád, Kovács Lajos,Kovács Mária, Körtvélyessy Zsolt,Nagy Zsolt,Mészáros Mihály,Lengyel István, Lengyel Ferenc,Háromszéki Péter, Lőrinczy Éva, Papp Barbara,Paczuk Gabi,Pelsőczy László, R. Kárpáti Péter, Sánta László, Sas József, Sarlai Imre, Solti Bertalan, Stettner Ottó,Szomor György,Szende Bessy, Szeli Ildikó,Széplaky Endre, Zana József, Tallós Rita, Tóth Roland, Várnagy Katalin, Vennes Emmy és a 2008-as évben Dobó Kata, valamint Oszter Sándor is a társulat tagjai közé tartozott.

### 2023/2024
- Bartus Gyula
- Berndt Richárd
- Beszterczey Attila
- Bozsó József
- Csomós Lajos
- Csonka Dóra
- Csurulya Csongor
- Czitor Attila
- Dariday Róbert
- Fehér Tímea
- Felkai Eszter
- Földesi Ágnes
- Gerner Csaba
- Hodu József
- Jancsik Ferenc
- Katkó Ferenc
- Király M. Alexanda
- Kiss Viktória
- Kocsis Dénes
- Koleszár Bazil Péter
- Komáromi Anett
- Kopanyicza András
- Kovács Edit
- Lakatos Viktória
- László Viktor
- Lénárt László
- Lévai Attila
- Liszi Melinda
- Mészáros Mihály
- Nádra Kitti
- Nagy Erika
- Nagy Róbert
- Papp Barbara
- Puskás Dániel
- Szabó Lajos
- Szász Borisz
- Szőke Pál
- Tarsoly Krisztina
- Tege Antal
- Tomanek Gábor
- Török-Ujhelyi Tamás
- Veselényi Orsolya
- Vidovenyecz Edina

## A színház igazgatói 1954-től
- Daniss Győző (1954–1956)
- Sásdy Jenő (1956-1957)
- Falus György (1957-1958)
- Az év második felében egy triumvirátus vette át az igazgatást
- Szilágyi Albert (1958-1959)
- Csajági János (1959–1961)
- Solti Bertalan (1961-1962)
- Kaszai Pál (1962-1963)
- Vass Károly (1963–1968)
- Miszlay István (1969–1973)
- Lovas Edit (1973–1977)
- Jurka László (1977–1980)
- Keczer András (1980–1990)
- Gálfy László (1990-1992)
- Timár Zoltán (1992–1993)
- Konter László (1993–2007)
- Fekete Péter (2007–2015)
- Seregi Zoltán (2016 –)

## Örökös Tagok
- Bojczán István
- Dariday Róbert
- Felkai Eszter